# Plangia unimaculata
Plangia unimaculata är en insektsart som beskrevs av Lucien Chopard 1955. Plangia unimaculata ingår i släktet Plangia och familjen vårtbitare. Inga underarter finns listade i Catalogue of Life.